# توبیاس فورنیر، آنتیک
توبیاس فورنیر، آنتیک (به لاتین: Tobias Fornier) یک منطقهٔ مسکونی در فیلیپین است که در استان آنتیک واقع شده‌است.